# Basildon (Berkshire)
Pour la ville dans le comté d'Essex, voir Basildon.
Basildon est une paroisse civile du Berkshire, en Angleterre, située à 11 km au nord-ouest de Reading. Elle se compose des villages d'Upper Basildon et Lower Basildon. Au moment du recensement de 2001, sa population était de 1 559 habitants.
L'agronome Jethro Tull (1674-1741) est né à Basildon.